# Festival Internacional de Cine de Mujeres de Créteil
El Festival Internacional de cine de Mujeres de Créteil (FIFF) (en francés: Festival international de films de femmes de Créteil) tiene como objetivo hacer visible el trabajo de las realizadoras y apoyar su difusión en salas de proyección. Fue cofundado por Elisabeth Trehard y Jacqueline Buet, que es su directora. Celebró su primera edición en 1979, y a partir de la séptima edición se trasladó a Créteil, en 1985.

## Antecedentes e historia
En 1974 la asociación feminista francesa Musidora de cinéfilas y cineastas organizó el primer festival de películas de mujeres. Cinco años después, nació el Festival Internacional de Cine de Mujeres, cuya primera edición se celebró en marzo de 1979 en Sceaux. Sus fundadoras fueron Elisabeth Trehard y Jacqueline Buet. Buet es la directora del festival, y ha estado al frente del mismo durante más de cuatro décadas.

Sobre la creación del festival, Jacqueline Buet explicó: 
En aquella época, los movimientos feministas se agrupaban en torno al lema “alza la voz”. Tomar la imagen resultó pues esencial. Agnès Varda, Yannick Bellon, Chantal Akerman…: Francia contaba con cineastas talentosas, pero sus películas eran poco visibles y casi nunca se proyectaban en festivales, a diferencia de países como Alemania, donde la Berlinale programaba a directoras.

## Competición
El FIFF cuenta con cuatro competencias internacionales: ficción, documental, cortometraje y semillas de cinéfagos (público joven). 

## Palmarés

### Gran premio del Jurado
| Año  | Título                                        | Dirección                                 | País                                      | Notas                                     |
| ---- | --------------------------------------------- | ----------------------------------------- | ----------------------------------------- | ----------------------------------------- |
| 2024 | Kalak                                         | Isabella Eklöf                            | Dinamarca, Noruega                        |                                           |
| 2023 | Trenque Lauquen                               | Laura Citarella                           | Argentina                                 |                                           |
| 2022 | Clara Sola                                    | Nathalie Álvarez Mesén                    | Costa Rica                                | [ 5 ]                                     |
| 2021 | Quo vadis, Aïda?                              | Jasmila Žbanić                            | Bosnia y Herzegovina                      |                                           |
| 2020 | Premio cancelado por la pandemia COVID-19     | Premio cancelado por la pandemia COVID-19 | Premio cancelado por la pandemia COVID-19 | Premio cancelado por la pandemia COVID-19 |
| 2019 | La Caótica vida de Nada Kadić                 | Marta Hernáiz Pidal                       | México                                    |                                           |
| 2018 | Medea                                         | Alexandra Latishev Salazar                | Costa Rica                                |                                           |
| 2017 | Lipstick Under My Burkha                      | Alankrita Shrivastava                     | India                                     | [ 6 ]                                     |
| 2016 | Dora ou les Névroses sexuelles de nos parents | Stina Werenfels                           | Suiza                                     |                                           |
| 2015 | Objects in mirror                             | Narges Abyar                              | Irán                                      |                                           |
| 2014 | Ayer no termina nunca                         | Isabel Coixet                             | España                                    |                                           |
| 2013 | Hemel                                         | Sacha Polak                               | Países Bajos                              |                                           |
| 2012 | Invisible                                     | Michal Aviad                              | Israel                                    |                                           |
| 2011 | Missing Man                                   | Anna Fenchencko                           | Rusia                                     |                                           |
| 2010 | Pudana: Last of the line                      | Anastasia Lapsui y Markku Lehmuskallio    | Finlandia                                 |                                           |
| 2009 | Knitting                                      | Yin Lichuan                               | China                                     |                                           |
| 2008 | Mainline                                      | Rakhshan Bani-Etemad y Mohsen Abdolvahab  | Irán                                      |                                           |
| 2007 | How is Your Fish Today?                       | Guo Xiaolu                                | China                                     |                                           |
| 2006 | Sévigné                                       | Marta Balletbò-Coll                       | España                                    |                                           |
| 2005 | Sepet                                         | Yasmin Ahmad                              | Malasia                                   |                                           |
| 2004 | Te doy mis ojos                               | Iciar Bollain                             | España                                    |                                           |
| 2003 | Il più bel giorno della mia vita              | Cristina Comencini                        | Italia                                    |                                           |
| 2002 | Drei Sterne                                   | Sandra Nettelbeck                         | Alemania                                  |                                           |
| 2001 | Secret Society                                | Imogen Kimmel                             | Reino Unido                               |                                           |
| 2001 | The Days Between                              | Maria Speth                               | Alemania                                  |                                           |
| 2000 | Sept chants de la Toundra                     | Anastasia Lapsui y Markku Lehmuskallio    | Finlandia                                 |                                           |
| 1999 | Larga vida                                    | Larisa Sadilova                           | Rusia                                     |                                           |
| 1998 | V toi Stranie                                 | Lidia Bobrova                             | Rusia                                     |                                           |
| 1997 | Floating Life                                 | Clara Law                                 | Australia                                 |                                           |
| 1996 | Neige d’été                                   | Ann Hui                                   | Hong Kong                                 |                                           |
| 1995 | Eden Valley                                   | Amber Production Team                     | Reino Unido                               |                                           |
| 1994 | You Seng                                      | Clara Law                                 | Hong Kong, Australia                      |                                           |
| 1993 | Tala ! Det ar sa Morkt                        | Suzanne Osten                             | Suecia                                    |                                           |
| 1992 | Freud quitte la maison                        | Susanne Bier                              | Suecia                                    |                                           |
| 1991 | Kracht                                        | Frouke Fokkema                            | Países Bajos                              |                                           |
| 1990 | Mémoires d'un fleuve (Tutajosok)              | Judit Elek                                | Francia, Hungría                          |                                           |
| 1989 | Celia                                         | Ann Turner                                | Australia                                 |                                           |
| 1988 | Business as Usual                             | Lezli-An-Barett                           | Reino Unido                               |                                           |
| 1987 | Loyalties                                     | Anne Wheeler                              | Canadá                                    |                                           |
| 1987 | Seppan                                        | Agneta Fagerstrom-Olsson                  | Suecia                                    |                                           |
| 1986 | Le Contact                                    | Magdalena Lazarkiewicz                    | Polonia                                   |                                           |
| 1985 | La Chambre de mariage                         | Bilge Olgac                               | Turquía                                   |                                           |
| 1984 | Mit Starrem                                   | Helga Reidmerster                         | Alemania                                  |                                           |
| 1984 | A la limite du chagrin et de la douleur       | Agneta Elers Jarneman                     | Suecia                                    |                                           |
| 1983 | Born in Flames                                | Lizzie Borden                             | Estados Unidos                            |                                           |
| 1982 | Le Silence autour de Christine M              | Marleen Gorris                            | Países Bajos                              |                                           |
| 1981 | Schwestern Oder Die Balance Des Glucks        | Margarethe von Trotta                     | Alemania                                  |                                           |
| 1980 | Deutschland Bleiche Mutter                    | Helma Sanders-Brahms                      | Alemania                                  |                                           |